# لاقطة المستعمرة

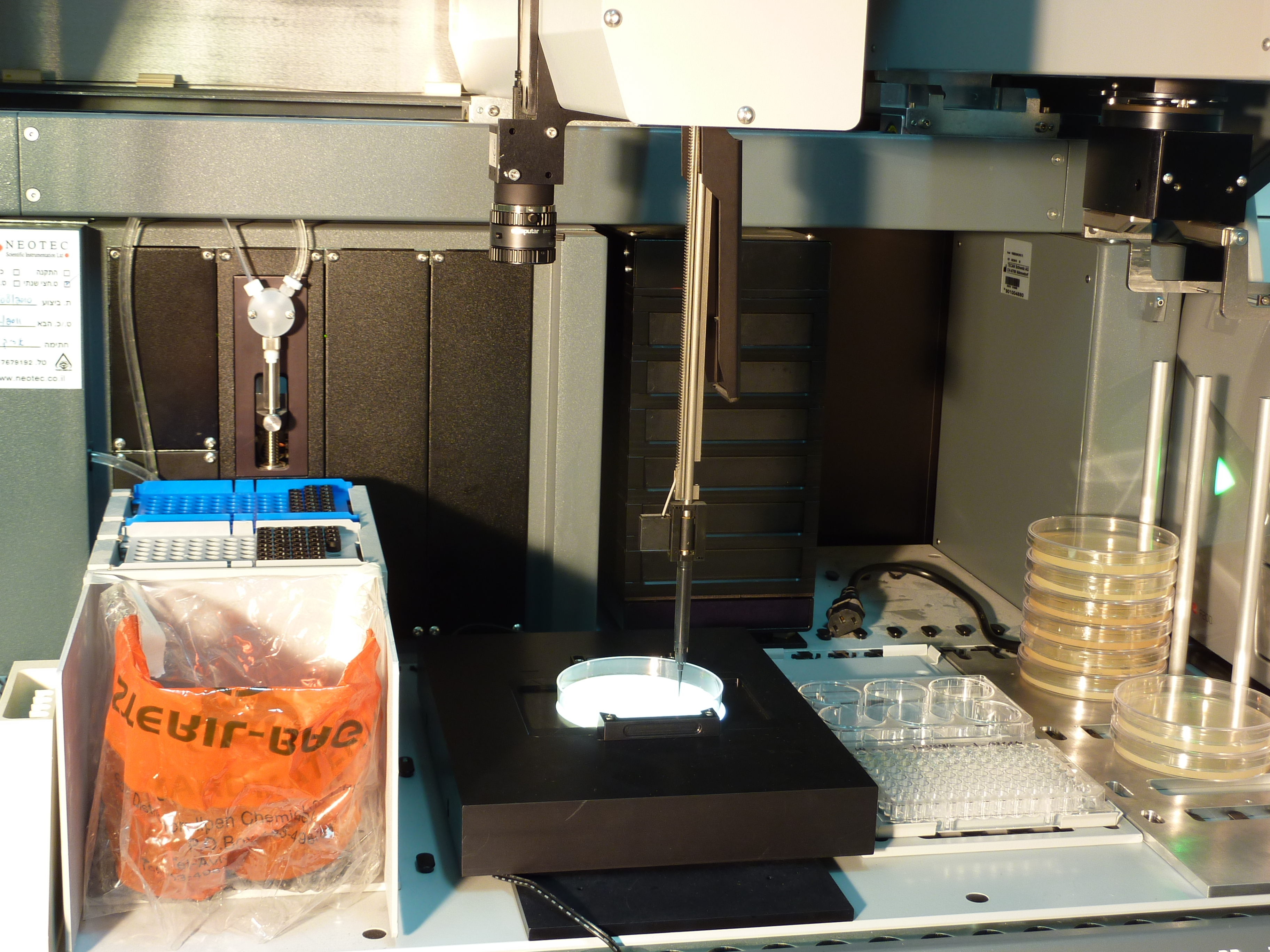
أداة إضافية تلقائية لمنتقي المستعمرة من أجل روبوت تيكان يظهر في إعداد نموذجي. يتم وضع لوحة بتري على طاولة الضوء (أسفل). يتم استخدام الكاميرا (أعلى) لتصوير خوارزميات تحليل اللوحات والصورة المستخدمة لاختيار المستعمرات الصحيحة للاختيار. يتم استخدام طرف يمكن التخلص منه (مأخوذ من الرف الموجود على اليسار) للمس كل مستعمرة ونقلها إلى لوحة جمع (أسفل اليمين). في الإعداد التلقائي بالكامل يتم استخدام مكدس لوحة (يمين) لمعالجة العديد من اللوحات بطريقة تسلسلية.

لاقطة المستعمرة هي عبارة عن أداة تستخدم لتحديد المستعمرات الجرثومية التي تنمو في الأوساط الصلبة. تعمل هذه الأداة علي جمعهم وتحويلهم إما إلي وسط صلب أو سائل. يتم إستعمالها في مختبرات البحث وفي الصناعة لإختبار جودة الغذاء وزراعة الأنسجة.

## إستخداماتها
تساهدم في التأكد من سلامة الأطعمة  ، التشخيص الطبي وكذلك من الممكن إستخدامها في عزل المستعمرات الفردية التي تساعد في تحديد الهوية. تقوم لاقطة المستعمرات بهذه المهمات مما يؤدى إلي توفير التكاليف والأيدي العاملة ويقلل من الأخطاء البشرية. كما يتم إستخدامها في عملية صناعة الدواء حيث انها تستخدم لأغراض الفحص عن طريق اختيار آلاف من المستعمرات الجرثومية ونقلها لإجراء المزيد من الاختبارات.  وتشمل الإستخدامات الأخرى كإجراءات الاستنساخ وتسلسل الحمض النووي.  

## معلومات إضافية
تباع لاقطة المستعمرات إما كأداة مستقلة بذاتها أو كإضافة إلى روبوتات معالجة السوائل باستخدام الروبوت كمحرك وإضافة  إمكانية  تحليل الكاميرا و الصور.  تقلل هذه الاستراتيجية  من سعر النظام إلي حد كبير  وتضيف إمكانية إعادة الاستخدام لأن الروبوت يمكن إستخدامة في أغراض أخرى.